# Abdul Jalilul Akbar
Abdul Jalilul Akbar est le onzième sultan de Brunei. Il règne de 1598 à sa mort en 1659.